# Dragon Fight
Pour plus de détails, voir Fiche technique et Distribution.
Dragon Fight (龍在天涯, Lung joi tin ngai) est un  film d'action hongkongais réalisé par Billy Tang (en) et sorti en 1989 à Hong Kong.
Il totalise 6 815 936 HK$ de recettes au box-office.

## Synopsis
Jimmy Lee (Jet Li) et Tiger Wong (Dick Wei), deux amis de longue date, font partie d'une troupe d'athlètes chinois qui donnent une représentation d'arts martiaux à San Francisco. Fasciné par le rêve américain, Tiger décide de fuir à l'aéroport. Jimmy va désespérément tenter de l'en dissuader mais en vain. Lors de son escapade, Tiger tue accidentellement un policier et réussit à s'enfuir. Jimmy, retardé par Tiger, loupe son avion et est arrêté. Il se retrouve inculpé du meurtre du policier. Son rêve américain va se transformer en cauchemar.

## Fiche technique
- Titre original : 龍在天涯
- Titre international : Dragon Fight
- Titre original : Lung joi tin ngai
- Réalisation : Billy Tang (en)
- Scénario : James Yuen
- Producteur : Henry Fong Ping
- Société de production : Lo Wei Motion Picture Company
- Société de distribution : Grand March Movie Production
- Pays :  Hong Kong
- Langue originale : cantonais
- Format : couleur
- Genre : Action, Arts martiaux
- Durée : 96 minutes
- Dates de sortie : 
  -  Hong Kong : 1er septembre 1989
  -  France: 1992

## Distribution
- Jet Li : Jimmy Lee
- Dick Wei : Tiger Wong
- Stephen Chow : Andy Yau
- Nina Li Chi : la maîtresse du chef de la mafia
- Ernie Reyes Sr. : un homme de main
- Mark Williams : Ray
- Henry Fong : Marco
- Victor Chew : Bill